# Szekularizáció
A szekularizáció modern vallástudományi, vallásszociológiai, keresztény teológiai és politikai fogalom. Általában átmenetet jelent a vallásosságról egy világiasabb szintre. Sok típusa létezik, de a legtöbb típusa nem feltétlenül vezet az ateizmushoz, a vallástalansághoz, és a szekularizáció nem is feltétlen ellentétes a vallással.
Lehet az a folyamat, amelynek során a világban lejátszódó folyamatokról adott természetfeletti magyarázatba vetett hit elterjedtségének a csökkenésével egyre több ember távolodik el a vallási elgondolásoktól és gyakorlattól, tágabb értelemben az a folyamat, amely során jelentősen lecsökken a vallás társadalomra, társadalmi intézményekre gyakorolt hatása. Leginkább a vallástól és az egyháztól való jelentős mértékű elfordulás, de jelentheti az egyházi javaknak "világi", magán vagy állami célokra történő kisajátítását is.

## Etimológia
A magyarban használt kifejezés a latin saecularizatio megfelelője.
Összetett szó: szekularizál + -áció összevonásából.
A latin eredetű melléknév (saecularis → szekuláris) vallási jelentése: világi, profán, nem vallási, egyházi. A szekularizál ige jelentése: világivá tesz, illetve világi célokra kisajátít, lefoglal.
Az -áció utótag főnévképző, a latin -atio megfelelője.

## Fogalmi tisztázás
Eredeti, kezdeti jelentése az elvilágiasodás volt. Ez a fogalom elsőként a szerzetesek vagy a papok világi állapotba való visszatérésének jogi aktusát, később az egyházi vagyon világi, világnézetektől független kézbe kerülésének folyamatát jelentette.
A szekularizáció kifejezés a latin saeculum főnévre vezethető vissza, amely korszakot jelent, majd a középkori latinban evilágot, amely időleges, szembeállítva a túlvilággal, amely időtlen: aeternum. A középkori világkép és társadalmi rendszer két részre volt osztva, amely részben Hippói Szent Ágostonra (De civitate Dei) vezethető vissza. A kozmosz egyik területe vagy dimenziója a szent, a másik a világi. A kettő között az egyház szentségi karaktere és szentségei közvetítenek. Az egyházi és a világi közötti különbségtétel a regula által szabályozott közösségben élő (szerzetes) és a világban élő (egyházmegyés) papok közötti lényeges eltérésben is megnyilvánult.
A szekularizációs elmélet következetes képviselői azokra a nyugat-európai folyamatokra hivatkoznak, melyek során az egyházias vallásosság határozottan csökkenőben, míg az elmélet kritikusai elsősorban az USA egyházias vallásosságának ellentétes folyamataira, valamint számos más vallási megújulásra hivatkozva az elméletet egyszerűen "mítosznak" minősítik. A szekularizációs tézis három legfontosabb eleme, illetve állítása: a társadalom differenciálódása, a vallásosság csökkenése és privatizálódása.
Egyes ateista vagy agnosztikus ideológiák és szociológiai elméletek szerint a szekularizáció nem más, mint a vallás elhalásának folyamata.

### Szekularizmus
A szekularizáció a társadalom modern viszonyainak a vallás társadalmi helyzetére vonatkozó leírását jelenti, míg a szekularizmus azt az ideológiai küzdelmet, melynek célja a vallás kiszorítása a társadalmi nyilvánosságból, a vallási nézetek megsemmisítő kritikája a tudomány(osság) nevében valamint az egyház(ak) és az állam maradéktalan szétválasztásának szorgalmazása. Ennek része volt az egyházi birtokok világi kézbe kerülése, ezt nevezték eredendően szekularizmusnak. Ez elengedhetetlen volt a jobbágyrendszer felszámolásához, a kibontakozó kapitalizmus nagyüzemi termeléséhez, vagyis a liberális piacgazdaság kialakulásához. Az egyházi nagybirtok messzemenően konzervatív léte volt ezeknek az elsődleges akadálya. Ez vezetett később ahhoz is, hogy az állam és egyház szétválasztásának igénye kiakaluljon.
A szekularizmus két példája a francia forradalom és az ezt követően kialakult szekuláris állam, valamint Albánia, amely Enver Hoxha (1908-1985) idején a világ első ateista államának lett kikiáltva.

### A szekuláris állam

A szekularizáció különböző mértékben fordul elő, és nehezen határozható meg, de az ún. világi államoknak nincs államvallásuk (a térképen zöld színnel). Az államvallású országok szürke színnel jelennek meg a térképen.

A szekuláris állam azt jelenti, hogy az állam vallási kérdésekben hivatalosan semleges, egyik vallást sem, illetve a vallástalanságot sem támogatja. Nem avatkozik be a vallásba, nem részesíti sem előnyben, sem hátrányban a vallásokat, egyházakat. 
Az ún. világi államoknak nincs államvallásuk, bár az államvallás hiánya nem feltétlenül jelenti azt, hogy egy állam minden tekintetben teljesen világi. Például egyes államoknak, amelyek magukat világinak írják le, nemzeti himnuszukban és zászlóikban vannak vallási jelképek vagy utalások, vagy olyan törvényeik, amelyek egyik vagy másik vallást előnyben részesítik.
Indiában a szekularizmusnak több mint kétezer évre visszanyúló ősi gyökerei vannak. A 14. dalai láma előadásai során gyakran elmondja, hogy a „modern kori Indiában világi alkotmány van életben, és India büszke arra, hogy világi ország. Az indiai szóhasználatban a „világi” egyáltalán nem jelent ellenséges érzületet a vallás vagy a hittel élők iránt, sőt mi több: mélységes tiszteletet és toleranciát feltételez minden vallás iránt. Emellett olyan magatartást is sejtet, amely részrehajlás nélkül kezeli a hit nélkül élőket is” (lásd például: Túl a valláson, 23. oldal). Az indiai alkotmány megalkotói, köztük B. R. Ámbédkar és Rádzséndra Praszád nem azért álltak a szekularizmus mellé, hogy leszámoljanak a vallással, hanem hogy formálisan is elismerjék az indiai társadalom vallási sokszínűségét. Az alkotmányt ihlető Mahátma Gandhi maga is mélyen vallásos ember volt.

### Európai folyamatok
A történettudomány a szekularizálás fogalmával írja le az újkor elején, 1517 és 1555 között zajló folyamatot. Ennek során – a "szegény" egyház követelménye szerint – az egyházi tulajdonú földbirtokok kerültek magánkézbe. Az 1530-as ágostai hitvallás már világosan kimondja az egyházi birtokok szekularizálásának lehetőségét. Ez elősegítette a protestantizmus terjedését a főnemesség körében, és egészen az augsburgi vallásbéke idejéig, 1555-ig érvényben maradt. Az egyházi birtokok szekularizációja 1534 után VIII. Henrik gazdaságpolitikájának is részét képezte.
Az egyházi vagyon visszavételét először 1648-ban, a harmincéves háborút követően, a vesztfáliai béketárgyalások idején nevezték szekularizációnak, amely egyházi birtokokat érintett. Angliában VIII. Henrik oszlatott fel kolostorokat, amely szekularizációs lépés volt.
Az ország kulturális és államhatárain messze túlmutató jelentősége volt a Francia Nemzetgyűlés 1789. november 2-i határozatának, melyben a forradalom kiadásai miatt kiürült kincstár feltöltésére az egyházi vagyon „nemzetiesítését” találták megoldásnak. Az intézkedésen túl Talleyrand püspök indoklása vált paradigmatikussá, miszerint az egyház vagyona valójában a nemzeté, s az egyház ezt pusztán arra kapja, hogy lelkészeinek fizetését, a vallási kultuszok elvégzését és a szegények gondozását ellássa belőle. A vagyon államosítása mellett a papságot is állami hivatalnoki státusba helyezték, s állameskü letételére kötelezték, melyet a papság fele nem teljesített. 1790-ben feloszlatták a szerzetesrendeket, a püspökségek számát 135-ről 83-ra csökkentették. Ugyanebben az évben elárverezték az egyházi birtokokat.
Egy következő jelentős állomása az egyházi vagyon szekularizációjának a regensburgi birodalmi gyűlés által kiküldött birodalmi választmány úgynevezett választmányi határozata 1803 február 25-én, amit "nagy szekularizációnak" nevez a (német) történettudomány. Ez a határozat, vezeti be a Német-római Birodalom történetének utolsó szakaszát. A határozat megszünteti az összes egyházi fejedelemséget, kivéve a mainzi érsekét, aki Németország prímása. Továbbá az egyházi javakat szekularizálja: megszünteti az egyházi birodalmi rendeket. Ennek a határozatnak korszakhatár jellegű jelentősége volt, melyet a rákövetkező évtizedekben a hasonló folyamatok felerősödése követett. Kiépültek a racionális bürokratikus struktúrák, beleértve az iskolai és egészségügyi területeket, átalakultak az egyetemek, amennyiben a teljesítmény, az oktatás és kutatás egysége, a természettudományok valamint a filológiák és a történettudomány vették át a vezető szerepet, végül az ipari forradalom a vele járó urbanizációval. Ugyanakkor ellenreakcióként ebben a korszakban szintén megfigyelhető mindkét felekezet részéről a hit tartalmainak új reflexiója, a vallás felértékelődése a hétköznapi életvezetésben, a Biblia terjedése és a modern tudományosság ideológiájával szemben használt apologetikus szerepének felértékelődése, végül az egyházi szociális intézmények erőteljes szaporodása, a pauperizmus és az iparosodással párhuzamos városi munkanélküliség kezelésére.
Az 1848 és 1914 közötti időszak egész Európában a tulajdonjogi és a sokkal tágabb értelmű szekularizációs folyamatok konjunktúra korszaka volt. A (nemzet)államok egymás után alakultak illetve váltak szekulárissá, a pápai állam visszaszorult a Vatikánba és a pápai birtokok nagy része az új olasz állam birtokába került; egyre több országban vezették be a kötelező polgári házasságot, vették állami felügyelet alá az oktatást, s ezekkel a folyamatokkal párhuzamosan egyre mértékadóbbá váltak az állam semlegességének, a vallásszabadságnak, a felekezeti jogegyenlőségnek elvei és deklarátumai. A XX. század első felében a vallási vonatkozású szekularizációt egyre erőteljesebben követte a nemzet szakralizálódásának folyamata. Miközben a nagy egyházak által propagált kultuszok, tanítások és példák visszaszorultak, új nemzeti-nacionalista mítoszok, ideológiák és "szentek" keletkeztek.

### Főbb folyamatai hazánkban
Régiónk szempontjából külön jelentősége van a jozefinizmusnak, melyet bizonyos megszorításokkal a kommunista egyházpolitika előfutárának is lehet tekinteni. II. József egyik első intézkedése a türelmi rendelet volt 1781-ben, amely a reformátusok, evangélikusok és ortodoxok számára szabadabb vallásgyakorlást engedélyezett a korábbinál. Ebben az évben zárolta a Rómának küldött egyházi jövedelmeket, majd rendelkezett, hogy a pápai bullákat, mielőtt kihirdetnék, az udvarnak ellenőriznie kell. A jozefinista politika értelmében az egyház az állam egyik eszköze, szerve, amelynek minden más alattvalóhoz hasonlóan akkor van létjogosultsága, amennyiben az uralkodó célkitűzéseit szolgálja. Ezt a politikát instrumentalizálásnak is nevezik, melyben az egyház az állam eszköze, instrumentuma. Az uralkodó 1782. január 12-én szekularizációs rendeletet hozott, amellyel 140 olyan kolostort oszlatott fel, melyek nem végeztek sem oktatási, sem betegápolási tevékenységet. Bár II. József halálos ágyán 3 rendeletet leszámítva mindegyiket visszavonta, felvilágosult abszolutista politikai logikája részévé vált az egyházpolitikai gondolkodásnak.
1848 márciusában a katolikus egyház több évszázados jövedelme, a tized is megszűnt.

### Vallásgyakorlat Kelet-Közép-Európában
A szekularizáció egyik mutatója a templomba járás sűrűsége. Az alábbi táblázat ezt mutatja az Aufbruch (New Departures) nemzetközi vizsgálat 2007-es adatai alapján.
(A könnyebb áttekinthetőség kedvéért a legnagyobb százalékokat kékkel és félkövérrel jelöltük.) A táblázatból kitűnik, hogy Csehország kiemelkedik a szekularizáció terén, majd ezt Kelet-Európában Magyarország, Németország keleti fele és Szlovákia követi.
| Ország            | N     | Naponta | Hetente egyszer vagy többször | Legalább havonta egyszer | Nagy ünnepeken | Nagyon ritkán | Soha | N. A. |
| ----------------- | ----- | ------- | ----------------------------- | ------------------------ | -------------- | ------------- | ---- | ----- |
| Bulgária          | 1.025 | 0,7     | 5,1                           | 15,5                     | 38,8           | 16,2          | 10,2 | 13,5  |
| Kelet-Németország | 521   | -       | 8,8                           | 12,5                     | 21,4           | 23,9          | 32,3 | 1,0   |
| Horvátország      | 1.000 | 0,9     | 22,2                          | 17,1                     | 26,4           | 15,2          | 17,4 | 0,8   |
| Litvánia          | 1.007 | 0,5     | 7,8                           | 20,8                     | 36,5           | 20,9          | 13,5 | 0,2   |
| Moldova           | 1.028 | 1,6     | 10,5                          | 18,5                     | 31,6           | 30,6          | 5,9  | 1,3   |
| Lengyelország     | 1.000 | 1,5     | 51,0                          | 21,9                     | 15,0           | 5,9           | 4,7  | -     |
| Románia           | 2.097 | 1,1     | 26,5                          | 25,7                     | 25,5           | 16,9          | 4,2  | 0,2   |
| Szerbia           | 2.000 | 0,3     | 5,5                           | 10,5                     | 34,8           | 21,3          | 15,6 | 12,0  |
| Szlovákia         | 1.096 | 3,4     | 22,0                          | 21,8                     | 7,3            | 17,9          | 27,5 | 0,1   |
| Szlovénia         | 1.005 | 0,8     | 15,2                          | 11,9                     | 20,4           | 25,8          | 24,1 | 1,8   |
| Csehország        | 1.041 | 0,3     | 6,2                           | 4,4                      | 8,9            | 17,4          | 62,8 | 0,2   |
| Ukrajna           | 2.000 | 0,6     | 12,7                          | 13,2                     | 31,3           | 24,3          | 16,1 | 1,7   |
| Magyarország      | 1.075 | 0,3     | 9,5                           | 8,7                      | 18,4           | 27,7          | 34,6 | 0,7   |
| Fehéroroszország  | 1.092 | 0,8     | 7,8                           | 10,3                     | 38,7           | 24,3          | 17,4 | 0,7   |

### Vallásosság és Isten-hit

A vallást fontosnak megítélők aránya a lakosság százalékában
(a sötétebb színeknél a lakosság nagyobb hányada ítéli fontosnak a vallást.
forrás: 2008-2009 Gallup)

| Ország              | hisz Istenben | teljes meggyőződéssel hisz Istenben |
| ------------------- | ------------- | ----------------------------------- |
| Grúzia              | 99%           | 73%                                 |
| Moldova             | 95%           | 55%                                 |
| Románia             | 95%           | 64%                                 |
| Bosznia-Hercegovina | 94%           | 66%                                 |
| Görögország         | 92%           | 59%                                 |
| Szerbia             | 87%           | 58%                                 |
| Horvátország        | 86%           | 57%                                 |
| Lengyelország       | 86%           | 45%                                 |
| Ukrajna             | 86%           | 32%                                 |
| Fehéroroszország    | 84%           | 26%                                 |
| Bulgária            | 77%           | 30%                                 |
| Litvánia            | 76%           | 34%                                 |
| Oroszország         | 75%           | 25%                                 |
| Lettország          | 71%           | 28%                                 |
| Magyarország        | 59%           | 26%                                 |
| Észtország          | 44%           | 13%                                 |
| Csehország          | 29%           | 13%                                 |

## Könyvek a témában
- Tóth, Tihamér: A szekularizáció. Budapest: Szent István-Társulat, 1935 [1914]
- Don Cupitt: Eltűnt istenek nyomában – A vallásosság jövője
- Steve Bruce: „God is Dead”, Blackwell Publishing, 2002
- „Az állam és egyház szétválasztása”, Faludi Ferenc Akadémia, Távlatok Budapest, 1995